# Džumaty
Džumaty je obec Ozurgetské městské samosprávy v Gurii, Gruzie.

## Charakteristika obce
Obec leží ve výšce 120 m n. m. Skládá se ze čtyř částí – Michajispony, Charchameta, Kibulas Gele a Laše.
Počet obyvatel: 390 (2016)
S obcemi Bogili, Dziri Džumaty a Ijanety tvoří územní celek Džumatskou administrativní jednotku.
Džumaty znamená v starém zanském jazyce bratrstvo (džuma = bratr).
V minulosti byla obec známa hrnčířskými výrobky. V době Sovětského svazu se v obci pěstoval čajovník čínský, tungovník a citrusy.